# Kayono Maeda
Kayono Maeda (前田佳代乃, Maeda Kayono, Kikuchi, 13 de janeiro de 1991) é uma ciclista olímpica japonesa. Maeda representou seu país durante os Jogos Olímpicos de Verão de 2012, em Londres.